# Adelheid Heimann
Adelheid (Heidi) Heimann (geboren 27. Juni 1903 in Berlin; gestorben 24. April 1993 in London) war eine deutsch-britische Kunsthistorikerin.

## Leben
Heidi Heimann war eine Tochter des Ingenieurs Hans Heimann und der Dora Fliess, ihre Eltern wurden in das Ghetto Theresienstadt deportiert und kamen dort um. Ihr Bruder Fritz Heimann wurde im KZ Auschwitz ermordet, ihrer Schwester, der Textilkünstlerin Marli Ehrman, gelang die Flucht.
Heimann studierte nach dem Abitur an der Westend-Schule 1923 Kunstgeschichte, Germanistik, Philosophie und Romanistik in Freiburg im Breisgau, Berlin, Bonn und in Hamburg. Sie wurde 1930 bei Erwin Panofsky promoviert und arbeitete bei ihm als unbezahlte Assistentin. 1931 war sie zu Forschungen in Florenz und Paris, 1933 bis 1935 hatte sie einen Lehrauftrag an der École Pratique des Hautes Études und an der Sorbonne in Paris. Da sie vom nationalsozialistischen Berufsverbot für Juden betroffen war, absolvierte sie 1935 eine Ausbildung zur Fotografin beim Lette-Verein in Berlin und emigrierte 1936 nach Großbritannien. Sie arbeitete dort als freiberufliche Fotografin in London und erledigte 1940–1943 Auftragsarbeiten für die Fotowerkstatt des Warburg Institute, London.
Heimann war von 1944 bis 1952 Bildjournalistin für die Zeitschrift Picture Post. Sie erhielt 1947 die britische Staatsbürgerschaft. Sie war von 1954 bis 1964 Assistant Curator in der Fotosammlung des Warburg Institute. 1972 war sie als Gastdozentin an die Universität Freiburg im Breisgau eingeladen.

## Schriften (Auswahl)
- Der Meister der „Grandes Heures de Rohan“ und seine Werkstatt. In: G. Swarzenski,  A. Wolters (Hrsg.), Städel-Jahrbuch, Band VII–VIII, Prestel-Verlag, Frankfurt am Main 1932, S. 1–60, Dissertation, Hamburg, 1932
- Trinitas Creator Mundi. London 1938/39
- L’iconographie de la Trinité. Paris: L’art chrétien, 1943
- The Capital Frieze and Pilasters of the Portail royal, Chartres, in: Journal of the Warburg and Courtland Institutes, Vol. 31, 1968, S. 73–102
- Picasso und der Affe. München: Deutscher Kunstverlag, 1969
- French Painting in the Time of Jean de Berry: The Limbourgs and Their Contemporaries by Millard Meiss, in: The Burlington Magazine, Vol. 119, No. 896, S. 777–780